# Budynek przy ul. Wiejskiej 1 w Prudniku
Budynek przy ul. Wiejskiej 1 w Prudniku – budynek położony przy ulicy Wiejskiej 1 w Prudniku. W latach 1951–1998 remiza strażacka, następnie budynek gospodarczy, zburzony w 2023. Wpisany był do gminnej ewidencji zabytków.

## Historia

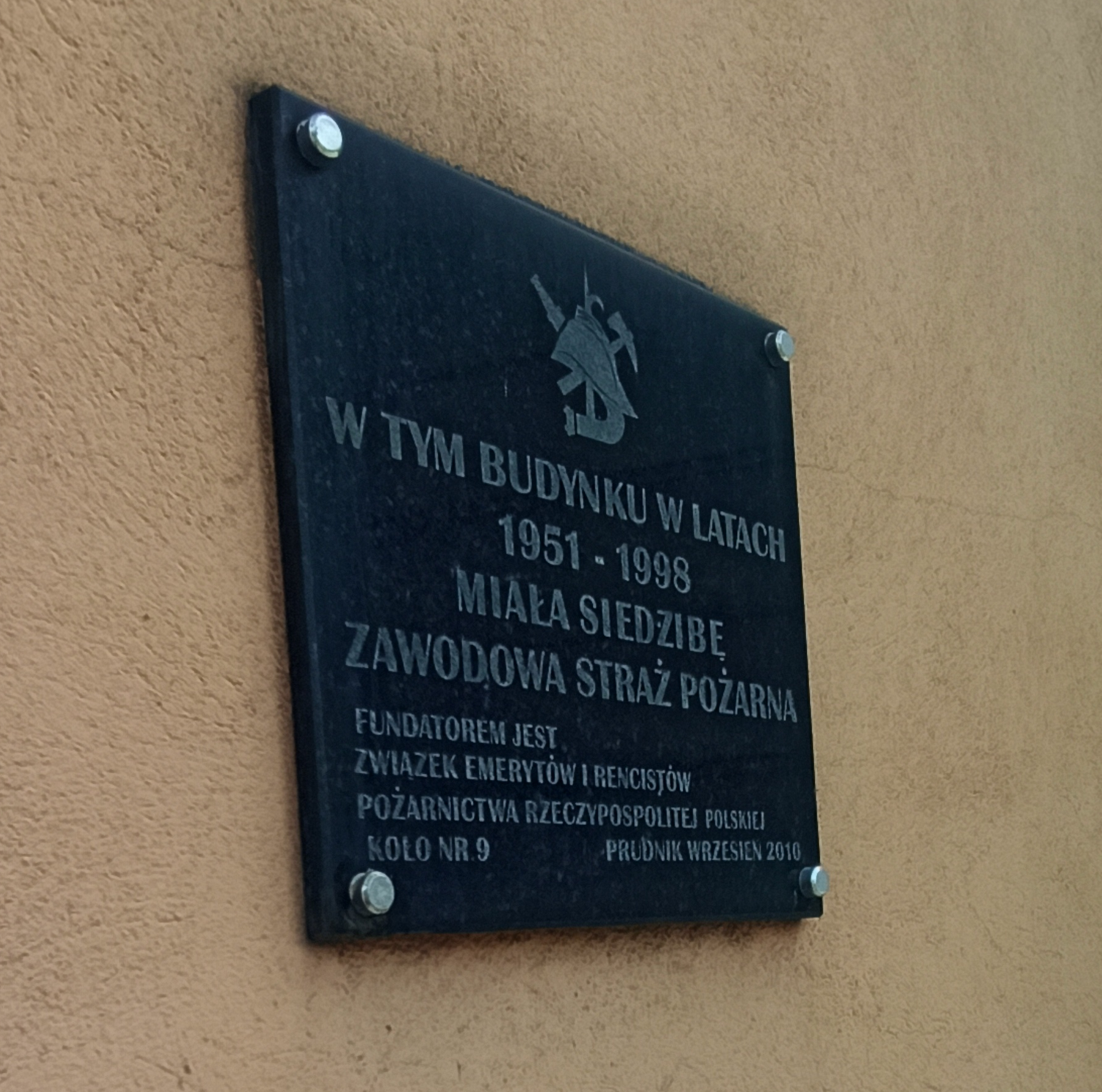
Tablica pamiątkowa

Remizę straży pożarnej przy ul. Wiejskiej 1 zbudowano w 1951 w miejscu dawnej, zniszczonej działaniami wojennymi gospody. Do obiektu przeniesiono Powiatową Komendę Straży Pożarnych w Prudniku wraz z Miejską Zawodową Strażą Pożarną. Budynek był parterowy, murowany o drewnianej konstrukcji dachu, kryty papą. Posiadał dwa boksy garażowe oraz wydzielone pomieszczenia na Powiatowy Ośrodek Dyspozycyjny straży pożarnej.
W latach 1964–1966 przeprowadzono rozbudowę remizy, polegającą na nadbudowaniu piętra. Po modernizacji obiektu głównego przejęto na potrzeby straży pożarnej magazyny Gminnej Spółdzielni w Rudziczce, które graniczyły z komendą, oraz wykupiono przyległe zabudowania od osoby prywatnej.
W latach 90. XX wieku remizie przy ul. Wiejskiej zarzucano zły stan techniczny oraz niedostosowanie do współczesnych potrzeb jednostki. W 1998 strażacy przenieśli się do nowej remizy przy ul. Legionów, otwartej 29 września. Obiekt przy ul. Wiejskiej przyjął prywatny właściciel, który użytkował go przez kolejne lata. 1 października 2010 na ścianie budynku zamieszczono tablicę pamiątkową, ufundowaną we wrześniu przez koło nr 9 Związku Emerytów i Rencistów Pożarnictwa RP w Prudniku.

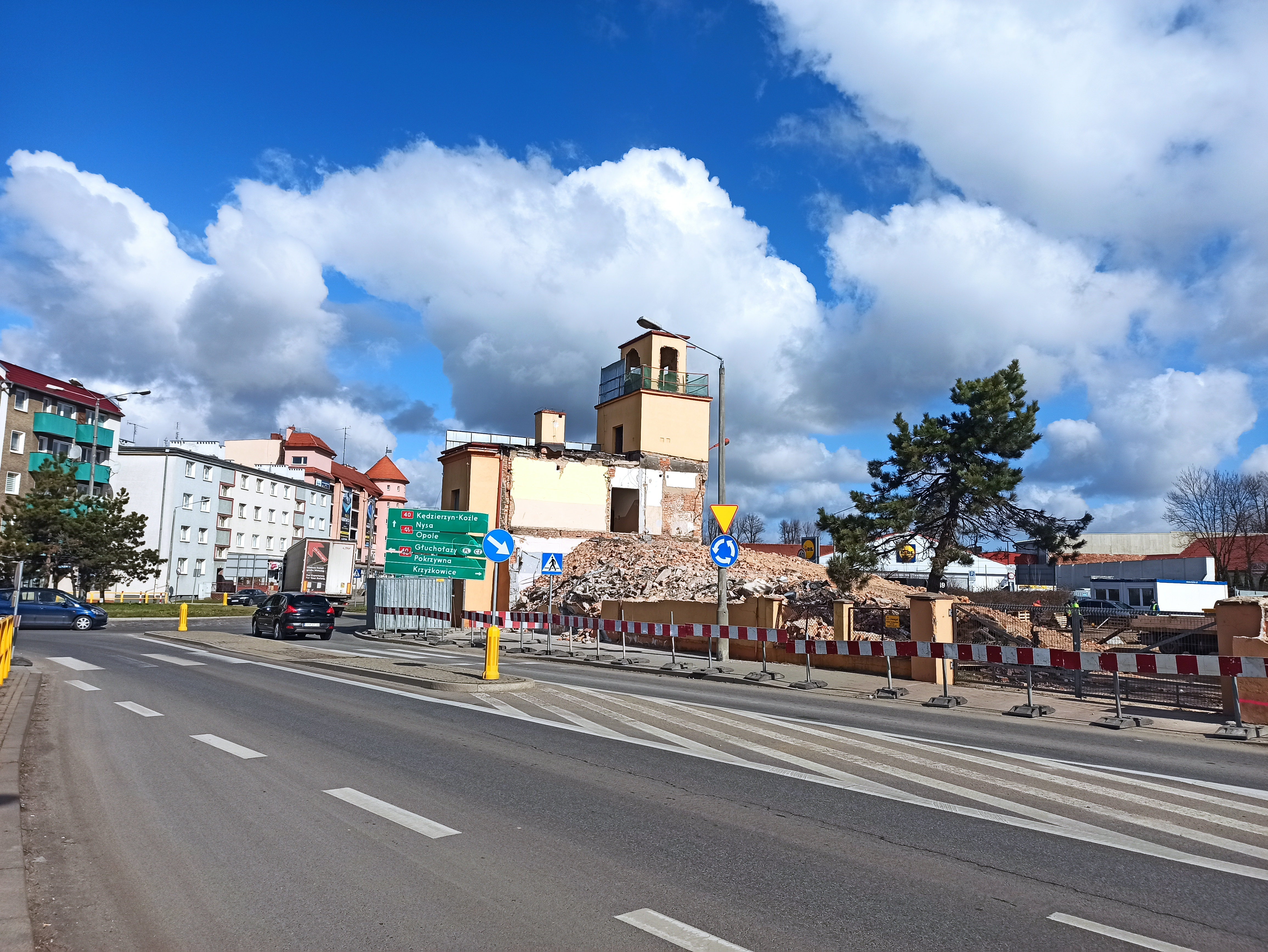
Wyburzanie budynku

W grudniu 2022 Starostwo Powiatowe w Prudniku zezwoliło na rozbiórkę budynku, w którego miejscu zaplanowano budowę obiektu usługowego spółki Terg SA, wchodzącej w skład grupy Media Expert. Budynki dawnej remizy zostały wyburzone 13 marca 2023. Pozostałości po wyburzonym budynku miały trafić do dołu na terenie byłych wyrobisk po glinie koło Kolonii Karola Miarki, na obszarze gminy Lubrza. Wydział Kryminalny Komendy Powiatowej Policji w Prudniku rozpoczął czynności sprawdzające, czy firma przewożąca pozostałości spełniła pozwolenia na transport tego typu materiałów i zagospodarowanie odpadów.